# Chad Forcier
Chad Forcier – amerykański profesjonalny trener koszykarski, mistrz NBA, jako asystent trenera w San Antonio Spurs (2014), od 2023 asystent trenera w klubie Utah Jazz.

## Kariera
Forcier uczęszczał do uniwersytetu Seattle Pacific University. Zakończył naukę w 1995. W czasie nauki w college'u rozpoczął zawodową karierę jako trener dołączając do Seattle SuperSonics jako stażysta w 1992. Spędził pięć lat w Sonics, pracując dla trenera George Karla. W latach 1994–1997 Forcier był również trenerem JV w Lake Washington High School w Kirkland w stanie Waszyngton. W 1997 został mianowany asystentem trenera na Oregon State University, gdzie spędził trzy sezony, zanim przeniósł się do University of Portland. Tam pracował jako asystent trenera w sezonie 2000-01.
W 2001 Forcier zaczął pełnić funkcję asystenta trenera Ricka Carlisla, spędzając dwa sezony w Detroit Pistons (2001-03), a następnie cztery w Indiana Pacers (2003-2007). Od 2007 pełnił funkcję asystenta trenera San Antonio Spurs. W 2014 Forcier wygrał pierwsze mistrzostwo NBA po tym, jak Spurs pokonali Miami Heat w pięciu finałowych meczach.
W latach 2016–2018 pełnił funkcję asystenta trenera w klubie Orlando Magic. 28 września 2023 dołączył do sztabu szkoleniowego Utah Jazz.

## Osiągnięcia
- Mistrzostwo NBA (2014, 2021 jako asystent trenera)

## Życie prywatne
Brat Forciera, Todd, jest trenerem męskiej drużyny koszykarskiej University of Kentucky. Jego siostra, Jade Hayes, jest trenerem żeńskiej drużyny koszykarskiej klubu w Bellevue Christian High School w Bellevue w stanie Waszyngton.